# Serica serotina
Serica serotina är en skalbaggsart som beskrevs av Leconte 1856. Serica serotina ingår i släktet Serica och familjen Melolonthidae. Inga underarter finns listade i Catalogue of Life.